# 圖里亞帕西卡
48°41′0″N 22°40′46″E / 48.68333°N 22.67944°E
圖里亞帕西卡（烏克蘭語：Тур'я Пасіка）是烏克蘭西部的村莊，隸屬外喀爾巴阡州的烏日霍羅德區。該村面積26.71平方公里，海拔高度216米，2001年人口1,695，人口密度每平方公里63.46人。